# Binanga (Rundeng)
Binanga is een bestuurslaag in het regentschap Subulussalam van de provincie Atjeh, Indonesië. Binanga telt 308 inwoners (volkstelling 2010).